# 권위의 3가지 분류
막스 베버는 합법적인 정치 지도력, 지배력, 권위의 세 가지 이상형을 구분했다. 그는 그의 걸작 경제와 사회에 출판된 그의 에세이 "적법한 규칙의 세 가지 유형"과 그의 고전적인 연설 "직업으로서의 정치"에 이 세 가지 유형의 지배에 대해 썼다.
1. 카리스마 있는 권위(성격, 영웅주의, 리더십, 종교),
2. 전통적 권위(권위주의, 가업주의, 봉건주의) 및
3. 법적 권한(현대 법과 주, 관료제)

이 세 가지 유형은 이상적인 유형이며 순수한 형태로 나타나는 경우는 거의 없습니다.
베버에 따르면 권력은 권력의 지배를 받는 자들에 의해 정당한 것으로 받아들여진다. 이 세 가지 형태의 권한은 "계층적 발전 순서"로 나타난다. 국가는 카리스마 있는 권위에서 전통적인 권위로 발전하고 마침내 현대 자유 민주주의의 특징인 합리적-법적 권위의 상태에 도달한다.

## 카리스마 지배
카리스마 있는 권위는 개인의 매력이나 강인함에서 나온다. 베버는 한 강연에서 "비범하고 개인적인 은총(카리스마)"의 권위로 묘사되었다. 그는 "사람들은 전통이나 법령에 의해 그에게 복종하지 않지만, 그를 믿기 때문에 그를 다른 형태의 권위와 구분했다. 따라서 추종자들이 그러한 힘이 존재한다고 믿는 한, 리더의 실제 힘이나 능력은 상관이 없다는 것이다. 그러므로, 베버에 따르면, 카리스마 있는 지도자들은 지도자의 권위를 계속 정당화해야 하기 때문에 그들의 권위를 유지하는 것은 특히 어렵다.
카리스마적인 지배는 기존의 전통으로부터 발전하는 것이 아니라 추종자들이 지도자에 대해 가지고 있는 믿음으로부터 발전하는 점에서 합리적이고 전통적인 권력과는 다르다.
베버에 따르면, 지도자가 카리스마를 잃거나 죽으면 카리스마 있는 권위에 기반을 둔 체제는 전통적인 시스템이나 법적인 이성적인 시스템으로 변모하는 경향이 있다고 한다.

## 전통적 지배
전통적인 권위에서 권위의 정당성은 전통이나 관습에서 나온다; 베버는 그것을 "영원한 어제의 권위"라고 묘사했고 그것을 군주제의 권위의 원천으로 식별했다. 이러한 유형의 지배에서, 힘 있는 개인이나 집단의 전통적인 권리는 부하 직원에 의해 받아들여지거나 최소한 이의를 제기하지 않는다. 지배적인 개인은 족장, 장남, 가장, 가부장적 인물 또는 지배적인 엘리트가 될 수 있다. 역사적으로 이것은 가장 흔한 유형의 정부였다.
베버에 따르면, 불평등은 전통적인 권위에 의해 생성되고 보존된다. 이 권위에 도전하지 않는다면 지배적인 지도자나 집단은 권력을 유지할 것이다. 베버에게 전통적인 권력은 합리적인 법적 권위의 발달을 막았다.

## 합리적-법적 지배
법적 권한(Legal-Legal Authority)이란 개인이나 기관이 보유한 법률사무소에 의해 권력을 행사하는 것을 말한다. 공직자보다 공직에 복종할 것을 요구하는 것은 권위이다. 그들이 퇴임하면 합리적인 법적 권위가 상실된다. 베버는 "합리적으로 만들어진 규칙"을 이러한 권위의 중심 특징으로 식별했다. 현대 민주주의는 법-이성 체제의 많은 예를 포함하고 있다. 법적 권한이 발전할 수 있는 다른 방법들이 있다. 많은 사회가 법과 규제의 체계를 발전시켰고 합법성의 많은 다른 원칙들이 존재한다. 법-합리적인 제도가 발달함에 따라 정치제도도 유사하게 합리화될 것으로 보인다. 헌법, 서면 문서, 설치된 사무실 및 정기 선거는 종종 현대의 법-이성 정치 시스템과 관련이 있다. 과거에는 규칙 집합이 제대로 개발되지 않은 군주제와 같은 이전의 전통적인 시스템에 반대하여 발전하는 경향이 있었다. 이러한 시스템이 합리적인 방식으로 발전함에 따라, 당국은 법적 합리성을 갖춘 형태를 취하게 된다. 통치하는 사람들은 그렇게 할 합법적인 법적 권리를 가지고 있고 종속된 사람들은 통치자들의 합법성을 받아들인다.
이성과 법적 권위가 하급자에 의해 도전받을 수 있지만, 제도의 본질에 급격한 변화를 가져올 것 같지는 않다. 베버에 따르면 이러한 권력 투쟁은 대부분 정치적 투쟁이며 민족주의나 민족주의에 바탕을 두고 있을 수 있다고 한다.

## 역사의 맥락에서 권위를 분류
베버는 또한 법적인 지배가 가장 발달했으며, 사회가 대부분 전통적이고 카리스마 있는 권위를 가지고 있는 것에서 대부분 합리적이고 합법적인 권위로 발전했다고 지적하는데, 카리스마 있는 권위의 불안정성은 필연적으로 권위의 "일상화"를 하도록 강요하기 때문이다. 마찬가지로, 그는 순수한 형태의 전통 규칙에서, 마스터에 대한 충분한 저항은 "전통 혁명"으로 이어질 수 있다고 지적합니다. 따라서 그는 관료적 구조를 이용하여 합리적이고 합법적인 권위를 향한 불가피한 움직임을 암시한다. 이는 이 방향으로의 움직임의 불가피성을 시사함으로써 그의 광범위한 합리화 개념과 관련이 있다. 그러므로 이 이론은 때때로 사회 진화론 이론의 일부로 여겨질 수 있다.
전통적인 권위에서 권력의 정당성은 전통에서, 개인의 인격과 리더십의 자질에서 카리스마 있는 권위에서, 그리고 특정 지위에 관료적이고 법적으로 연결되어 있는 권력의 법적 권위에서 온다. 이 세 가지 유형의 고전적인 예가 종교에서 발견될 수 있다: 사제들, 그리고 로마 가톨릭 교회. 베버는 또한 신분 집단 내의 전통적인 권위와 계급 내의 카리스마 있는 권위와 정당 조직 내의 법-합리적 권위의 세 가지 주요 갈등 모드 안에서 이 세 가지 유형을 생각해냈다.
그의 관점에서 지배자와 통치자 사이의 모든 역사적 관계에는 위의 구별에 기초하여 분석될 수 있는 요소들이 포함되어 있었다.

## 비교표
|                           | 카리스마 있는                   | 전통적인                    | 법률-합리적                                                                                         |
| 통치유형                  | 카리스마 넘치는 지도자          | 지배인격                    | 직능상위자 또는 관료                                                                                |
| 다음에 의해 위치가 결정됨 | 다이나믹한 성격                 | 확립된 전통 또는 절차       | 법정권한                                                                                            |
| 사용 규칙                 | 뛰어난 자질과 탁월한 능력       | 취득 또는 상속(상속)된 자질 | 합리적으로 확립된 규범, 법령, 기타 규칙 및 규정의 덕목                                              |
| 정당화됨                  | 지역사회에 대한 승리 및 성공    | 확립된 전통 또는 절차       | 이러한 규칙과 규칙을 제정하는 사람들의 공식적 올바름에 대한 일반적인 믿음은 정당한 권위로 간주된다. |
| 충성도                    | 대인 관계 및 개인적 충성과 헌신 | 전통적인 충성을 바탕으로    | 권한/규칙에 따라                                                                                    |
| 응집력                    | 정서적으로 불안정함             | 공통목적감정                | 규칙 준수(머튼의 일탈 이론 참조)                                                                    |
| 리더십                    | 지배자 및 추종자(제자)          | 확립된 사회적 행위 형태     | 통치자가 아닌 규칙                                                                                  |

## 참고 문헌
- Weber, Max (1978/1922). Economy and Society, edited by Guenther Roth and Claus Wittich. Berkeley: University of California Press.
- Weber, Max (2015/1919). "Politics as Vocation" in Weber's Rationalism and Modern Society. Edited and Translated by Tony Waters and Dagmar Waters, New York: Palgrave Macmillan, 2015, pp. 129–198.